# Yan
Yan /=beeline town, lit. "to proceed in a straight line"/ nekadašnjih grad Haida Indijanaca na zapadnoj strani ulaza Masset Inleta u Otočju Queen Charlotte u Britanskoj Kolumbiji, Kanada. Naselje je izgrađeno u kasnom 18. stoljeću nakon izbijanja zavadi između dviju massetskih obitelji. Jedna obitelj tada ostade u Massetu a druga se, Aostlan-lnagai, iseli u Yan. Sastoji se od 17. kuća. Ovdje su im se pridružile druge obitelji iz klanova Raven i Eagle, ali su segregirali. Orlovi odoše na sjeverni dio sela, a Gavrani na jug. Obitelji iz Yana, članovi klana Raven i Eagle, na poziv poglavice Henry Wiah ranih 1880.-tih vratili su se natrag u Masset.

## Vanjske poveznice
- Haida Villages - Haida Gwaii Villages